# Batalla de Zhuolu
La Batalla de Zhuolu (chino simplificado: 涿鹿之战, chino tradicional: 涿鹿之戰) fue la segunda batalla en la historia de China registrada en las Memorias históricas, librada entre las tribus Yanhuang, lideradas por el legendario Emperador Amarillo, y las tribus Jiuli dirigidas por Chi You. La batalla se libró en Zhuolu, cerca de la frontera actual de Hebei y Liaoning.
La victoria para el Emperador Amarillo aquí a menudo se acredita como historia[cita requerida], aunque casi todo de ese período de tiempo se considera legendario. La historiografía china tradicional sitúa la batalla en el siglo XVI a. C., aunque el Proyecto de Cronología Xia-Shang-Zhou ha sugerido que las fechas tradicionales son por lo menos dos siglos demasiado tempranas para los períodos registrados más remotos.

## Antecedentes
En la China prehistórica, las tribus del Emperador Amarillo subieron al poder en las llanuras de Guanzhong y se fusionaron con las tribus del Emperador Yan tras la batalla de Banquan. Las tribus Yanhuang, como se conocía a las tribus fusionadas, se extendieron a lo largo del río Amarillo hacia el este del mar de China.
Las tribus Jiuli (chino: 九黎, "las nueve Lis"), lideradas por Chiyou, se habían desarrollado cerca de las fronteras actuales de Shandong, Hebei y Henan, y se expandieron hacia el oeste. Las tribus Yanhuang y Jiuli estaban en conflicto sobre la tierra fértil en el valle del río Amarillo, y así lucharon en las llanuras de Zhuolu. Las tribus de Chi You eran feroces en la guerra y hábiles para fabricar armas; aliándose con la tribu Kua Fu y la tribu Sanmiao (chino: 三苗, "los tres Miaos"), primero atacaron a la tribu del Emperador Yan, llevándolos a las tierras del Emperador Amarillo. El Emperador Amarillo estaba enojado por esto, y fue a la guerra con Chi You.

## Batalla
Los detalles de la batalla son vistos en su mayoría como míticos por los historiadores, pero si tal batalla ocurrió, estos son los eventos que se dice que sucedieron:
Se decía que Chi You dirigía 72 a 81 tribus contra las tribus Yanhuang en medio de una espesa niebla. El Emperador Amarillo envió tribus bajo los tótems del Oso, Pi (羆), Lobo, Leopardo y otros en venganza, pero debido a la niebla, inicialmente sufrieron varias derrotas. Para contrarrestar la niebla, el Emperador Amarillo trajo el carro que apunta al sur, un mecanismo de engranaje capaz de apuntar en una dirección constante diseñada por él mismo y construida para él por el artesano Fang Bo. Además, la tribu Xuannü (玄女) ayudó a las fuerzas de Yanhuang soplando cuernos y golpeando las baterías, asustando al enemigo. Las fuerzas de Yanhuang fueron finalmente victoriosas, matando a Chi You en Hebei.

## Consecuencia
Después de la batalla, el Emperador Amarillo construyó su capital en Zhuolu, y estableció la confederación agrícola que más tarde se conocería como la civilización Huaxia, que se convertiría en la nación Han de china. El Emperador Amarillo y el Emperador Yan a menudo fueron acreditados por permitir que la civilización china prospere debido a la batalla, y muchos chinos se llaman a sí mismos "descendientes de Yan y Huang" (炎黃子孫) hasta el día de hoy. Debido a su ferocidad en la batalla, Chi You también fue adorado como una deidad de guerra en la antigua China. Según los registros del Gran Historiador, Qin Shi Huang adoró a Chi You como el Dios de la Guerra, y Liu Bang adoró en el santuario de Chi You antes de su decisiva batalla contra Xiang Yu. En la China moderna, el Salón de los Tres Grandes Ancestros construido en Xinzheng está dedicado a Huangdi, Yandi y Chi You, quienes son reverenciados colectivamente como los antepasados fundadores de la nación china.
La tribu Jiuli, sin embargo, fue expulsada de la región central de China y se dividió en dos tribus más pequeñas, la Miao (苗) y la Li (黎). Los Miao se movieron hacia el sudoeste y Li se movió hacia el sudeste, mientras la raza Huaxia se expandía hacia el sur. Durante el curso de la historia china, los Miao y los Li fueron considerados "bárbaros" por los Han chinos cada vez más tecnológicamente y culturalmente avanzados. Algunos fragmentos de estos grupos fueron asimilados por los chinos durante la dinastía Zhou.
Sin embargo, en otras versiones de la migración post-Jiuli, el pueblo de Jiuli se fragmentó en 3 direcciones diferentes. Se dice que Chi You tenía 3 hijos, y después de la caída de Jiuli, su hijo mayor llevó a algunas personas al sur, su hijo del medio llevó a algunas personas al norte, y su hijo menor permaneció en Zhuolu y se asimiló a la cultura Huaxia. Aquellos que fueron llevados al sur establecieron la nación Sanmiao. Tal vez debido a esta división en múltiples grupos, muchos pueblos del Lejano Oriente consideran Chi You como su antecesor, y por la misma razón, muchos cuestionan la etnicidad de Chi You como exclusivamente hmong o de otra manera. Los coreanos también reconocen Chi You como un antepasado étnico.

## Mitología
Según el relato mitológico chino Clásico de montañas y mares, Chi You, con los gigantes, las tribus jiuli y los espíritus malignos, se rebeló contra el Emperador Amarillo en las llanuras de Zhuolu. Ambos lados usaron poderes mágicos, pero Chi You tenía la ventaja de espadas y alabardas forjadas. Usando sus poderes, Chi You cubrió el campo de batalla en espesa niebla. Solo con la ayuda de un carro de brújula mágico podrían las tropas del Emperador Amarillo encontrar su camino a través de la niebla. También usó a su hija, Nüba, demonio de la sequía, para dañar a las tropas de Chi You. Más tarde, Chi You sufrió más derrotas y fue capturado. Solo Ying Long, el dragón alado, siendo un valiente sirviente del Emperador Amarillo, se atrevió a matarlo. Las cadenas de Chi You se transformaron en robles, mientras que Ying Long fue maldecido para permanecer en la tierra para siempre.